# Divisione di Roche
La Divisione di Roche è uno spazio vuoto presente nel sistema di anelli del pianeta Saturno, poco all'esterno della divisione di Keeler.
La separazione fra l'anello A e l'anello F è stata chiamata: divisione di Roche in onore al fisico francese Édouard Roche. Spesso questa divisione viene confusa con il limite di Roche; contiene un leggero strato di materia simile a quella presente negli anelli D, E e G, la quale risulta più concentrata in due zone.
Quando la sonda Cassini lo scoprì il team di scienziati addetti lo designarono temporaneamente con la sigla R/2004 S 1, giace lungo l'orbita della luna Atlas, (R/2004 S 2) che ruota ad una distanza di 138 900 km da Saturno, verso l'orbita di Prometheus.